# 3typen
3typen ist eine deutsche Gruppe von Kreativen. Zu ihr gehören die Sänger, Liedtexter, Komponisten und Musikproduzenten Tom Albrecht, Dior da Silva und Herr Kaschke. Die Mitglieder der Gruppe sind Songwriter, Produzenten und Remixer für Dritte. Sie sind auch bekannt unter den Bezeichnungen „1, 2 und 3“. Seit 2006 ist das Motto „Alles kann nix muss“ das Credo ihrer Arbeit.

## Geschichte
2006 begann ihre gemeinsame Arbeit als Autoren für Christina Stürmers Album Lebe lauter, darunter den Titeltrack Lebe Lauter, Scherbenmeer, Seite 1 und Revolution. Scherbenmeer wurde im März 2007 als Single ausgekoppelt und erreichte in Deutschland und Österreich mehrfache Platinauszeichnungen. Im April 2007 erschien das von den 3typen geschriebene Lied Ich sehe was, was Du nicht siehst. Gesungen durch Senta-Sofia war es das Titellied zur Endemol-Produktion Big Brother, Staffel 7. 2007 erstellten sie das On Air Design des deutschen Radiosenders 1 Live neu. In den folgenden Jahren schrieben und produzierten sie unter anderem Songs für Peter Heppner, Dennis Lisk, Nevio und Apollo 3. Im Jahr 2009 arbeiten sie punktuell mit der Videospieleshow Game One zusammen.

## Mitglieder

### Tom Albrecht
Tom Albrecht ist ein deutscher Sänger, Liedtexter, Komponist und Musikproduzent. Im Alter von 13 Jahren gründete er gemeinsam mit Dior da Silva die Hip-Hop-Gruppe Wise Economicxs. Er veröffentlichte als Solo-Künstler zwei Alben, Sing (2003) und Radio Tom (2005). 2004 wurde Albrecht im Rahmen der Verleihung der Goldenen Stimmgabel mit dem Nachwuchs-Förderpreis ausgezeichnet.

### Herr Kaschke
Herr Kaschke ist ein deutscher Liedtexter, Komponist und Musikproduzent, der in den letzten Jahren unter anderem Remixes für Fort Minor und MIA. gemacht hat. Er ist zudem Gründungsmitglied der Band Max Faktor. Er produzierte 2013/14 die Serie Planet of the Games für Pixelmacher, ein Format von 3sat und ZDFkultur. Er produzierte und trat auch in Sendungen wie Pixelmacher, Game One, Reload oder bei Rocket Beans TV auf. 2014 wirkte er in der 3sat-Produktion Die wirklich wahre Geschichte von 3sat mit.

### Dior da Silva
Dior da Silva ist ein deutscher Liedtexter, Komponist und Musikproduzent.

## Diskografie

### Songwriting (Auswahl)
2006
- Christina Stürmer: Scherbenmeer (Album Lebe lauter)
- Christina Stürmer: Lebe lauter (Album Lebe lauter)

2007
- Senta-Sofia: Ich sehe was, was du nicht siehst
- Jetzt anders!: Dieser Moment (Album Gut so)
- Jörn Schlönvoigt: Das Gegenteil von Liebe (Album Jörn Schlönvoigt)
- Basta (A-cappella-Gruppe): Julia
- Die Neuen Österreicher: Kinder (Aktion Licht ins Dunkel)

2008
- Bernstein: Paradies (Album Lichtwärts)
- Zweitfrau: Vor dem Spiel (Splitsingle Dicke Weiber und Roulette)
- Peter Heppner: Alleinesein (Album solo)
- Mario Lang: Lieblingsmensch (Album Mein Weg)
- Stanfour: In Your Arms (Album Wild Life)
- Nevio: Ich selbst zu sein (Album Due)
- Luttenberger und Klug: Mädchen im Regen (Album Mädchen im Regen)

2009
- Christina Stürmer: Im Kreis (Album In dieser Stadt)
- Thomas Godoj: Zehnmeterbrett (Album Richtung G)
- Dennis Lisk: So und nicht anders (Album Suchen und Finden)

2010
- Bela B: Tag für Sieger (Single Tag für Sieger)

2011
- Between Borders: Flowers in my Pocket (Single Flowers in my Pocket)

2012
- 3typen feat. Brian Kessler: Little Pretty Thing (Soundtrack from the GameTiny & Big)

2013
- Apollo 3: Feier dein Leben (Album Feier dein Leben)

2014
- Isabell Schmidt: OK (Single OK)

2015
- Charley Ann Schmutzler: Caramel (Album To the bones)

### Produktion (Auswahl)
2007
- Senta-Sofia: Ich sehe was, was du nicht siehst

2008
- Bernstein (Band): Paradies (Album Lichtwärts)
- Peter Heppner: Alleinesein (Album solo)
- Nevio: Ich selbst zu sein (Album Due)

2009
- Apollo 3: Countdown (Album Apollo 3)
- Apollo 3: Für Dich (Album Apollo 3)

2010
- Bela B: Tag für Sieger (Single Tag für Sieger)

2011
- Between Borders: Flowers in my Pocket (Single Flowers in my Pocket)

2012
- 3typen feat. Brian Kessler: Little Pretty Thing (Soundtrack from the GameTiny & Big)

### Singles (Auswahl)
2006
- Christina Stürmer: Scherbenmeer (Album Lebe lauter)

2007
- Senta-Sofia: Ich sehe was, was du nicht siehst
- Jetzt anders!: Dieser Moment (Album Gut so)

2008
- Bernstein: Paradies (Album Lichtwärts)
- Zweitfrau: Vor dem Spiel (Splitsingle Dicke Weiber und Roulette)
- Mario Lang: So weit (Album Welthits)
- Stanfour: In Your Arms (Album Wild Life)
- Peter Heppner: Alleinesein (Album solo)

2009
- Dennis Lisk: So und nicht anders (Album Suchen und Finden)

2010
- Bela B: Tag für Sieger (Single Tag für Sieger)

2013
- Isabell Schmidt: OK (Single OK)
- Apollo 3: Feier dein Leben (Single Feier dein Leben)

### Remixes (Auswahl)
2005
- Mac and Rekorder: The Game (Different Frame RMX)

2006
- Fort Minor: Remember the name (Kaschke & Mauer Remix)

2007
- klez.e: Strandlied (Kaschke & Mauer Remix)
- Die Fantastischen Vier: Einfach sein (Castle Greyskull mix)

2008
- MIA.: Mausen (Kater Blofeld vermisst Remix von Herr Kaschke)
- Digitalism: Taken away (H3rR k45Chk3 74k3n 4w4y R3M1x.)

2009
- Franz Ferdinand: Ulysses (Kaschkes 6501 Remix)
- Apollo 3: Superhelden – Optimus RMX (Single Superhelden)
- K-os: Uptown Girrrl (Herr Kaschkes Remix)
- K-OS: Burning Bridges (Dennis Cigale & Herr Kaschke Remix)
- K-OS: Zambony (Herr Kaschke 2009 Remix)
- Lady Gaga: Paparazzi (Herr Kaschke Remix)